# Gomeciego
Gomeciego es una pedanía del municipio de Peralejos de Arriba, en la comarca de Tierra de Vitigudino, provincia de Salamanca, España. En 2017 contaba con una población de 3 habitantes, de los cuales 1 era varón y 2 mujeres.

## Historia

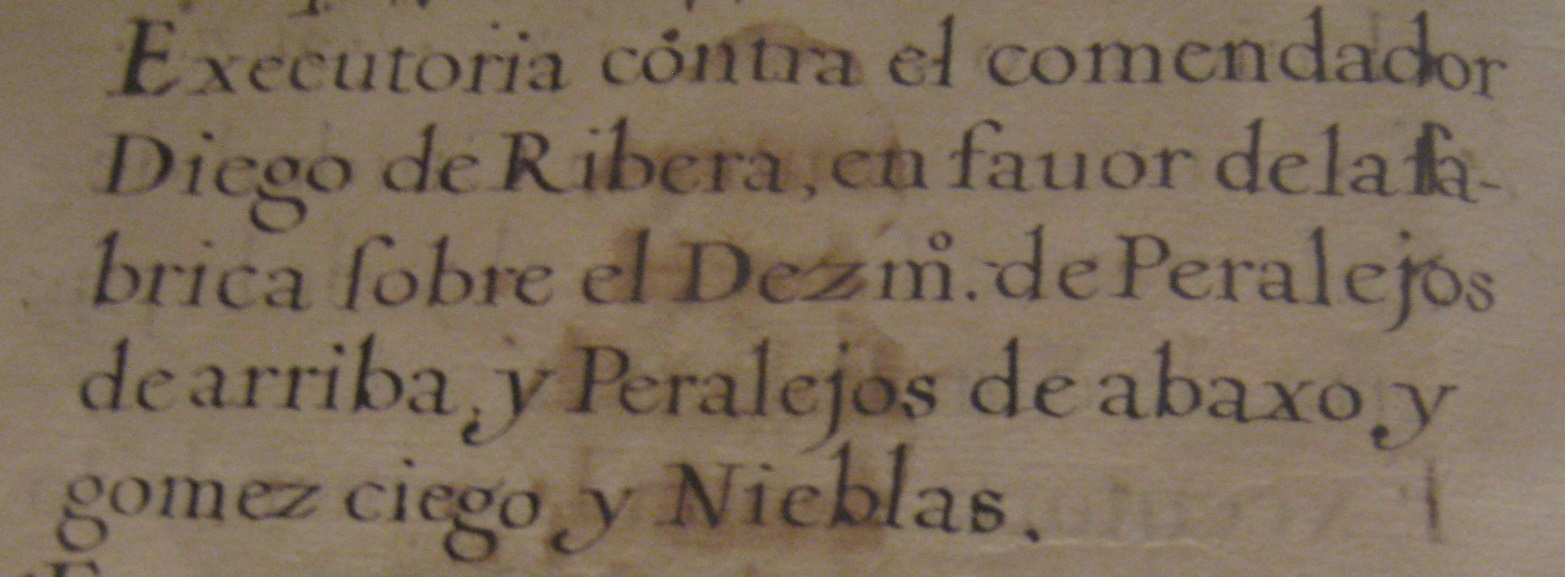
Documento de 1616 en el que se indica como "Gomez Ciego".

La fundación de Gomeciego se remonta a la Alta Edad Media, obedeciendo a las repoblaciones efectuadas por los reyes leoneses, quedando encuadrado con el nombre de "Gomez Diego" en la jurisdicción de Ledesma, dentro del Reino de León. Posteriormente también aparece recogido como "Gomez Ciego" en documentación del siglo XVII, como en el inventario del Archivo del Cabildo Catedralicio de Salamanca de 1616. Con la creación de las actuales provincias en 1833, Gomeciego, entonces aún como municipio independiente, quedó integrado en la provincia de Salamanca, dentro de la Región Leonesa. En torno a 1850 Gomeciego se integró en el municipio de Peralejos de Arriba, en el que se mantiene actualmente. En el último censo en que aparecía como municipio, en 1842, contaba con 50 habitantes.

## Demografía
En 2017 Gomeciego contaba con una población de 3 habitantes, de los cuales 1 era hombre y 2 mujeres. (INE 2017). Debido a su escasa población, Gomeciego ha estado oficialmente despoblado en algunos de los últimos censos. Actualmente apenas una familia se encuentra empadronada en Gomeciego.
| Gráfica de evolución demográfica de Gomeciego entre 2000 y 2017                          |
|                                                                                          |
| Fuente: Instituto Nacional de Estadística de España - Elaboración gráfica por Wikipedia. |